# Thanatonauții
Thanatonauții (franceză Les Thanatonautes) este un roman științifico-fantastic de Bernard Werber apărut în 1994. Cartea se ocupă cu cercetarea vieții după moarte.
Thanatonauții este primul dintr-o serie de patru romane. Împreună cu Imperiul îngerilor (L'Empire des anges) și Nous les dieux (2004), formează trilogia Thanatonauții. Nous les dieux, împreună cu Le souffle des dieux (2005) și Le mystère des dieux (2007), formează trilogia Nous les dieux.
Cartea, care s-ar putea clasifica drept science fiction filosofic (cu o nuanță de fantezie), ne duce printr-un voiaj spre ultimul continent neexplorat, moartea. Termenul Thanatonaut este un cuvânt derivat din thanatologie și semnifică un explorator al morții, din limba greacă θάνατος - Thanatos adică moarte și nautes cu sensul de navigator.
Romanul spune povestea cercetătorului Michael Pinson și a prietenului său Raoul Razorbak care merg să exploreze Ultimul Continent (denumit Noua Australie): continentul morții. Aceasta aventură ne conduce în diferite zone ale continentului. Pentru a realiza aceste explorări thanatonauții își riscă voluntar viața pentru a descoperi misterele morții.
Cartea este presărată în mod regulat cu un număr de diferite texte sacre extrase din mitologie, religie și cosmogonie din întreaga lume. Este uimitor să vedem că fiecare dintre aceste puncte de vedere se aseamănă între ele și spun aceeași poveste însă cu cuvinte și simboluri diferite.

## Cuprins
- Prima epocă: Vremea amatorilor
- A doua epocă: Vremea pionierilor
- A treia epocă: Vremea profesioniștilor